# Зинајевац
Зинајевац је насељено мјесто у општини Бариловић, на Кордуну, у Карловачкој жупанији, Република Хрватска.

## Историја
Зинајевац се од распада Југославије до августа 1995. године налазио у Републици Српској Крајини. До територијалне реорганизације у Хрватској насеље се налазило у саставу бивше општине Дуга Реса.

## Становништво
Према попису становништва из 2011. године, насеље Зинајевац је имало 4 становника.
| Националност       | 1991. | 1981. | 1971. | 1961. |
| Срби               | 11    | 15    | 28    | 32    |
| Југословени        |       | 3     |       |       |
| остали и непознато |       |       |       | 3     |
| Укупно             | 11    | 18    | 28    | 35    |

| Демографија | Демографија | Демографија |
| Година      | Становника  | Становника  |
| ----------- | ----------- | ----------- |
| 1961.       | 35          |             |
| 1971.       | 28          |             |
| 1981.       | 18          |             |
| 1991.       | 11          |             |
| 2001.       | 3           |             |
| 2011.       |             | 4           |